# كير (هيئة إغاثة)
تعتبر هيئة الإغاثة كير (CARE) (منظمة تعاونية للمساعدة والإغاثة في كل مكان، كانت سابقاً تعاونية من أجل التحويلات المالية الأمريكية إلى أوروبا ) هي وكالة إنسانية دولية كبرى تقدم الإغاثة الطارئة ومشاريع التنمية الدولية طويلة الأجل. تأسست عام 1945، وهي منظمة غير طائفية وغير متحيزة وغير حكومية. وهي واحدة من أكبر وأقدم المنظمات الإنسانية التي تركز على مكافحة الفقر في العالم. في عام 2016، أفادت منظمة كير العمل في 94 دولة، ودعم 962 مشروعًا لمكافحة الفقر ومشاريع المساعدات الإنسانية، والوصول إلى أكثر من 80 مليون شخص و 256 مليون شخص بشكل غير مباشر.
تعالج برامج كير في العالم النامي مجموعة واسعة من الموضوعات بما في ذلك الاستجابة للطوارئ والأمن الغذائي والمياه والصرف الصحي والتنمية الاقتصادية وتغير المناخ والزراعة والتعليم والصحة. كما تدعو منظمة كير أيضاً على المستويات المحلية والوطنية والدولية لتغيير السياسة وحقوق الفقراء. في كل من هذه المجالات، تركز منظمة كير على تمكين وتلبية احتياجات النساء والفتيات وتعزيز المساواة بين الجنسين.
نظمة كير الدولية هي عبارة عن كونفدرالية تتألف من أربعة عشر عضواً من أعضاء منظمة كير الدولية، كل منها مسجل كمنظمة غير حكومية مستقلة غير ربحية في البلاد وأربعة أعضاء تابعين لها. الأعضاء الأربعة عشر الأعضاء في منظمة كير هم أستراليا وكندا والدانمارك وألمانيا - لوكسمبورج وفرنسا والهند واليابان وهولندا والنرويج والنمسا وتايلاند والمملكة المتحدة والولايات المتحدة الفروع الأربعة هي كير مصر و كير اندونيسيا وكير المغرب و(كير سيريلانكا).
لأمريكية وبيرو.
عادة ما يدير مكتب قطري برامج في البلدان النامية، لكن منظمة كير تدعم أيضا المشاريع وقد تستجيب لحالات الطوارئ في بعض البلدان حيث لا تحتفظ بمكتب قطري كامل.[3]